# Universidade Norueguesa de Ciências Ambientais e Biológicas
A Universidade Norueguesa de Ciências Ambientais e Biológicas (em norueguês:  Norges miljø- og biovitenskapelige universitet ou Noregs miljø- og biovitskaplege universitet; NMBU) é uma instituição pública de ensino superior, com instalações na cidade de Ås, no sudeste da Noruega.

Está vocacionada para o ensino e pesquisa sobre as questões do meio ambiente, desenvolvimento sustentável, questões climáticas, energias renováveis, alimentação e saúde dos animais.

Tem cerca de 6 400  estudantes e conta com 1 900 professores e funcionários.

## Faculdades
A Universidade Norueguesa de Ciências Ambientais e Biológicas é composta por 7 faculdades. Conta ainda com um grande parque e com duas instituições nacionais – o Instituto Norueguês da Pesquisa da Pesca e dos Alimentos (Norsk fiskeri- og matforskning; Nofima) e o Instituto Norueguês da Pesquisa Bioeconómica (Norsk institutt for bioøkonomisk forskning; NIBIO).

- Faculdade de Ciências da Vida (BIOVIT)
- Escola de Negócios
- Faculdade de Química, Biotecnologia e Ciência dos Alimentos (KBM)
- Faculdade de Paisagem e Sociedade (LANDSAM)
- Faculdade de Ciências Ambientais e Gestão da Natureza (MINA)
- Faculdade de Ciências e Tecnologia (REALTEK)
- Faculdade de Veterinária